# Mirdschaweh

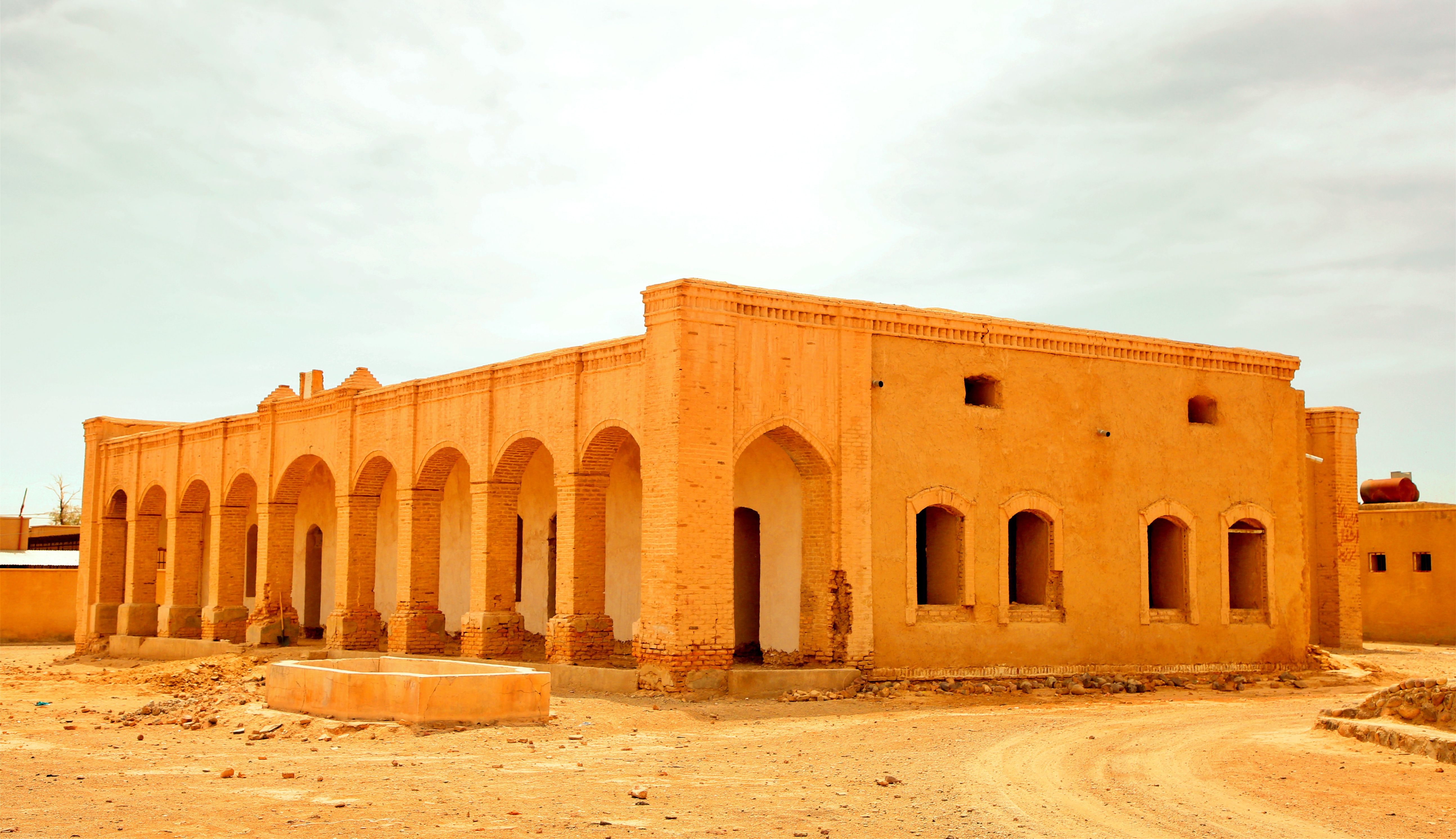
Altes Zollhaus

Mirdschaweh oder Mīrjāveh (persisch میرجاوه), auch Meer Jawe, Mīrjāwa, ist ein Ort in der iranischen Provinz Sistan und Belutschistan, im gleichnamigen Bezirk an der Grenze zu Pakistan.
Hier befindet sich der wichtigste Straßen- und Bahnübergang zwischen dem Iran und Pakistan, wo die von Anar, Kerman kommende Fernstraße 84/N40 (Pakistan) sowie die Bahnstrecke Zahedan–Quetta die Grenze kreuzt. Der pakistanische Grenzort heißt Taftan, nach dem gleichnamigen Vulkan auf der iranischen Seite der Grenze.
Der Ort hatte im Jahr 2016 hochgerechnet etwa 10.000 Einwohner. Er liegt 75 Kilometer südöstlich der Provinzhauptstadt Zahedan.
Das Klima ist aride mit Durchschnittstemperaturen von 14 °C im Dezember bis 35 °C im Juli und Niederschlägen zwischen 0 (Juli) und 17 mm/Monat (Dezember).

## Name
Mīrjāveh begann als Siedlung belutschischer Clans, insbesondere des Rigi-Clans. Das Gebiet um Mīrjāveh wurde von Nader Shah Afshar an Mir Bolan Rigi, einen der Stammesältesten des Rigi-Clans und Kommandeur Nader Shahs, für dessen Hilfe im Kampf gegen Indien verliehen. Anderen Berichten zufolge stammt der Name von einer Gruppe eines Mir genannten Volkes aus Arabien.

## Sehenswürdigkeiten im Umkreis
Bei Ladiz auf dem Weg nach Tamin liegt die Burg Ladiz, erbaut aus Lehmziegeln auf einem Steinfundament, ferner der Fluss Ladiz, eine Höhle und ein Wasserfall sowie der Jonabad-Garten.
Das Dorf Tamin liegt landschaftlich reizvoll in den Bergen und beherbergt eine seltene Höhlenarchitektur.

Jenseits von Tamin nahe dem Dorf Roops liegt der Haftad Molla Friedhof, ein seit 800 Jahren durchgehend verwendeter Friedhof aus zoroastrischer und frühislamischer Zeit in einer in den Felsen gehauenen Grotte.

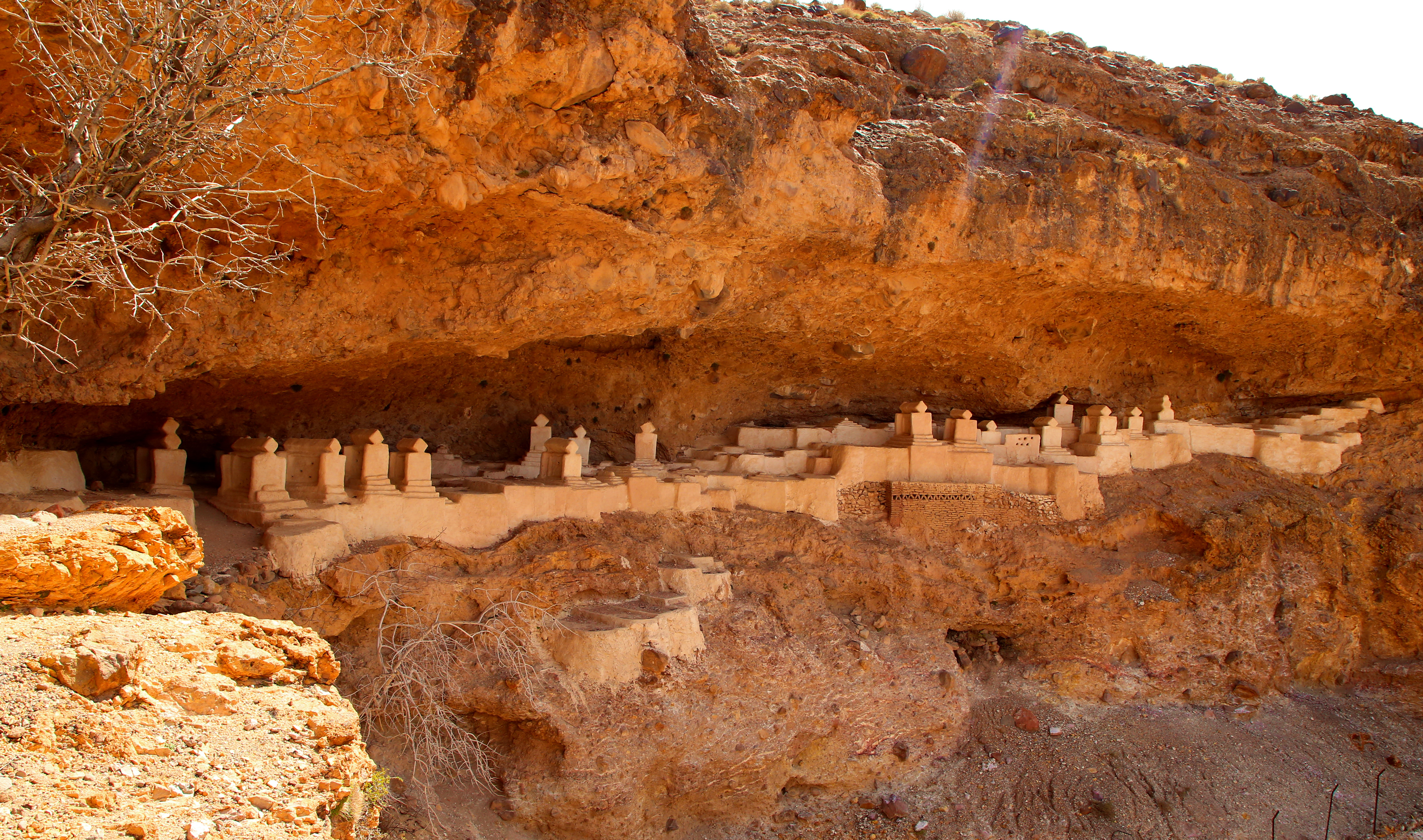
Haftad Molla Friedhof
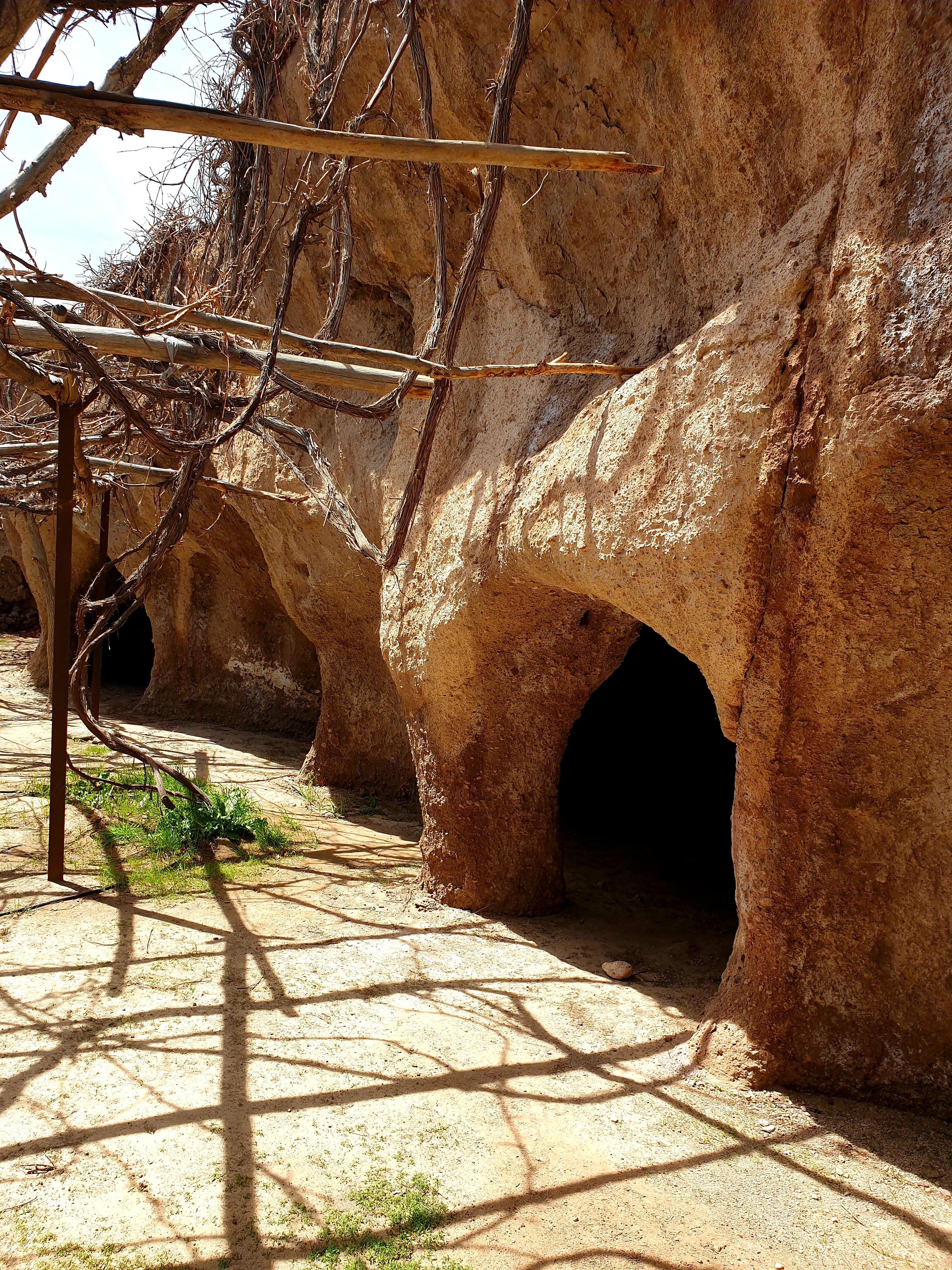
Felsarchitektur in Tamin